# Manfredo da Cornazzano
Manfredo da Cornazzano (1180 circa – Borghetto sul Taro, 16 giugno 1247) è stato un politico e generale italiano.

## Biografia
Era figlio di Gherardo IV da Cornazzano e fratello di Oddone IV e Gerardo V. Il suo nome compare per la prima volta in un documento del 1198, in cui si registrò la vendita di alcune proprietà a suoi vassalli. Nel 1224 fu rettore imperiale di Parma, nel 1237 di Reggio e in seguito di Lucca ed Arezzo. Nel 1237 scese in armi per l'imperatore Federico II, congiungendo le forze di Reggio, Parma e Cremona nei pressi del castello di Mosio, sulle sponde del fiume Oglio. Da qui le truppe si mossero alla conquista dell roccaforti di Redondesco, Goito e Guidizzolo, nel mantovano. Toccò successivamente alle rocche di Carpenedolo e di Casaloldo. Risalendo il fiume Chiese in territorio bresciano, si congiunse con l'imperatore accampato tra Calcinato e Montichiari ed attaccarono quest'ultimo castello, costringendo gli abitanti alla resa il 22 ottobre 1237. Gli imperiali, spostatisi nella zona di Pontevico, si fronteggiarono con l'esercito della Lega Lombarda e il 27 novembre, nella battaglia di Cortenuova, Federico II sconfisse le forze della Lega e milanesi.
Sempre fedele all'imperatore, nel 1244 fu podestà di Cremona. Al termine del suo mandato ritornò a Parma, sconvolta dalle lotte tra papato e impero.
Il 16 giugno 1247 a Borghetto sul Taro, durante una furiosa battaglia tra i guelfi fuoriusciti da Parma e le forze imperiali, Manfredo perse la vita.

## Discendenza
Bartolomeo sposò Auda Tavernieri, sorella di Bartolo Tavernieri, capo del partito imperiale di Parma.